# Saint Riware
Saint Riwall ou Riware ou Rivoal ou Rioual ou Rivoaré fait partie des saints bretons du temps de l'évangélisation de cette région, et serait d'origine royale. 
Fête le 19 septembre.

## Vie de saint Riware
Riware ou Riwal dont le nom est composé des termes Ri (roi) et Gwal (valeur) serait un prêtre breton du VIe siècle, frère de Riwanon, mère de Saint Hervé. Il est le patron de l'ancienne paroisse de Trézelan en Bégard, ainsi que de Lanrivoaré et de Saint-Rivoal, dans le Finistère .
Il a été assimilé à Riwal, un personnage important, désigné comme fils de Deroch, duc de Domnonée, prince en Bretagne, qui aurait régné sur la Petite Bretagne au temps de Clotaire et de Childebert. « Roi » en Bretagne insulaire, il débarque en Armorique avec une imposante flotte, à peu près à la même époque que son cousin Fragan, père de Guénolé. Il aurait régné sur toute la partie côtière baignée par la Manche. Dans la « Vita » de Guenaël, il est le « roi d’une noblesse et d’une droiture fort remarquables, dont «la conduite et la législation ont donné de l’éclat» à son royaume. La « Vita » de saint Mélar évoque un « Regula » à la source de la dynastie. Dans le Cartulaire de Landévennec il pourrait être le Rivelen Mar Marthou, et dans la Chronique de Saint-Brieuc le premier prince de Domnonée Riwall Meur Marzou  - « Riwall aux grandes merveilles ». La « Vita » de saint Lunaire rapporte que « il y eut en Bretagne, de l’autre côté de la mer, un homme nommé Riwal qui, le premier, vint habiter dans notre province, de ce côté-ci de la mer, et qui fut le chef des Bretons des deux côtés de la mer ». Plusieurs historiens voient en lui Rivalon Mucmaczon, vainqueur des Barbares occupant le Léon et s’établissant au château de Brest vers 499 ou 511. Il aurait eu à combattre des pirates saxons  du côté de Carantec et de l’Île Callot vers 515/520.
Riwall est par ailleurs présenté comme « le premier prêtre émigré sur le continent ». Ce titre est rarement attribué ; il l’est pour Riagat, proche de Fauste de Riez et de la famille royale de Vortigern. Le terme latin qui le désigne – « antistes », sous-entend un ecclésiastique porteur de pouvoir. Ce ne serait qu’après son arrivée en Armorique que se seraient établis monastères et évêchés. Les précédents évêques ou abbés ayant évangélisé la région étaient souvent désignés comme itinérants, venant des îles bretonnes sans être fixés  sur le continent.
C’est Riwall que saint Brieuc aurait rencontré. Ayant guéri le prince, il aurait obtenu de lui les terres où il s’est établi avec sa communauté. Lui laissant sa résidence, Riwall se serait retiré près des ruines romaines de Vieille Etable (Hillion).
Riwall ou Riware, oncle maternel d’Hervé, apparaît dans les récits concernant les parents de celui-ci sous le nom de Riou Rigur. Le manoir de Lanrioul, à Plouzévédé, où accoucha Riwanon, fut « Lanna Rigurii ». L’ancienne chapelle voisine de Saint-Irvoal lui était dédiée, et Lanrivoaré rappelle le Riware cité dans le Missel de Saint-Vougay comme saint fondateur. Saint-Thégonnec s'est d'abord appelé Pleyber-Riwall ou Ploeyber Riual (vers 1330) à la suite du démembrement de la paroisse primitive de Ploe-Iber.
Saint Riware pourrait avoir été le chef d'une tribu d'émigrés bretons qui aurait, été immolée par des païens en haine de leur foi, et c'est en souvenir de ce massacre qu'on aurait conservé leurs restes à Lanrivoaré dans le "cimetière des Saints", entièrement dallé, dans lequel on ne pénètre qu'en se déchaussant. On y voit une croix au pied de laquelle se trouvent sept pierres rondes ayant quelque analogie avec la forme de pains de ménage. On dit que ces pains furent changés en pierre par saint Riware (dit aussi saint Rivoaré), à l'étal d'un boulanger qui lui aurait refusé l'aumône. Ce cimetière est dénommé "cimetière des 7777 Saints martyrs", mais en breton, l'on dit 7 mille, 7 cents 7 vingts et 7 (c'est-à-dire 7847) auxquels, si on ajoute les 7 pierres de la croix, on trouve le chiffre 7854.

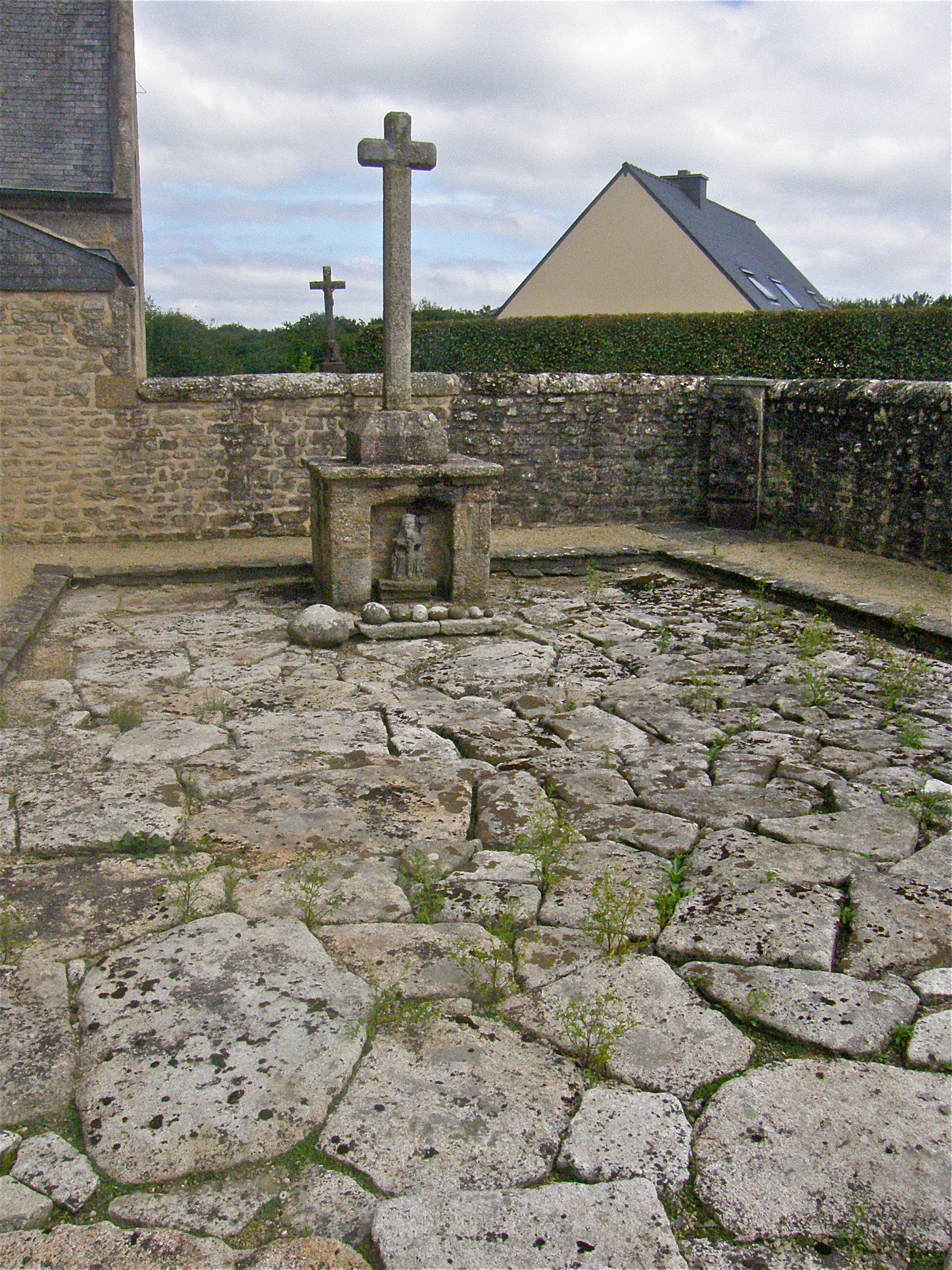
Lanrivoaré : l'enclos du cimetière des Saints
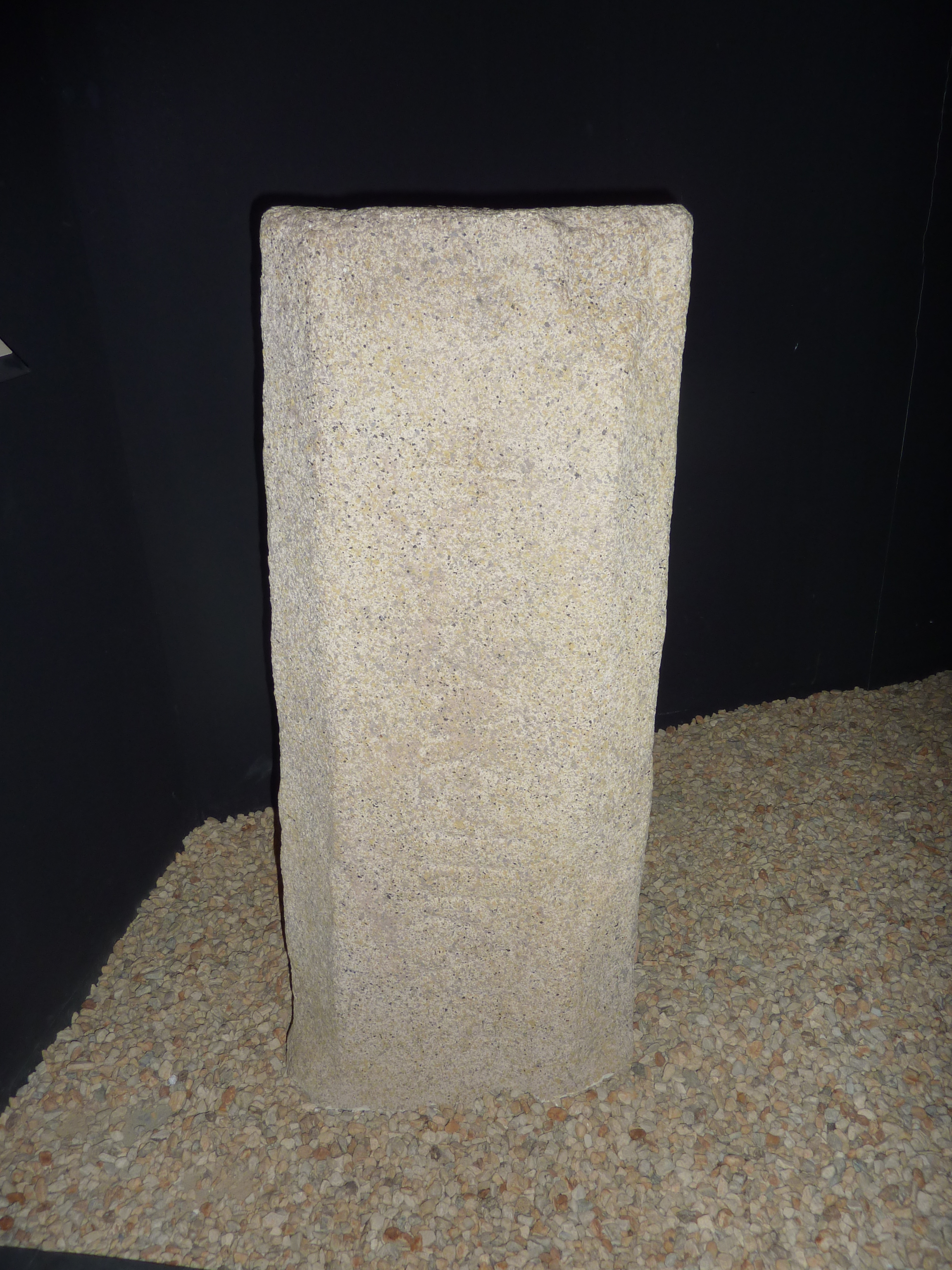
Lanrivoaré : stèle en granite provenant du "cimetière des Saints" (Musée de l'ancienne abbaye de Landévennec)
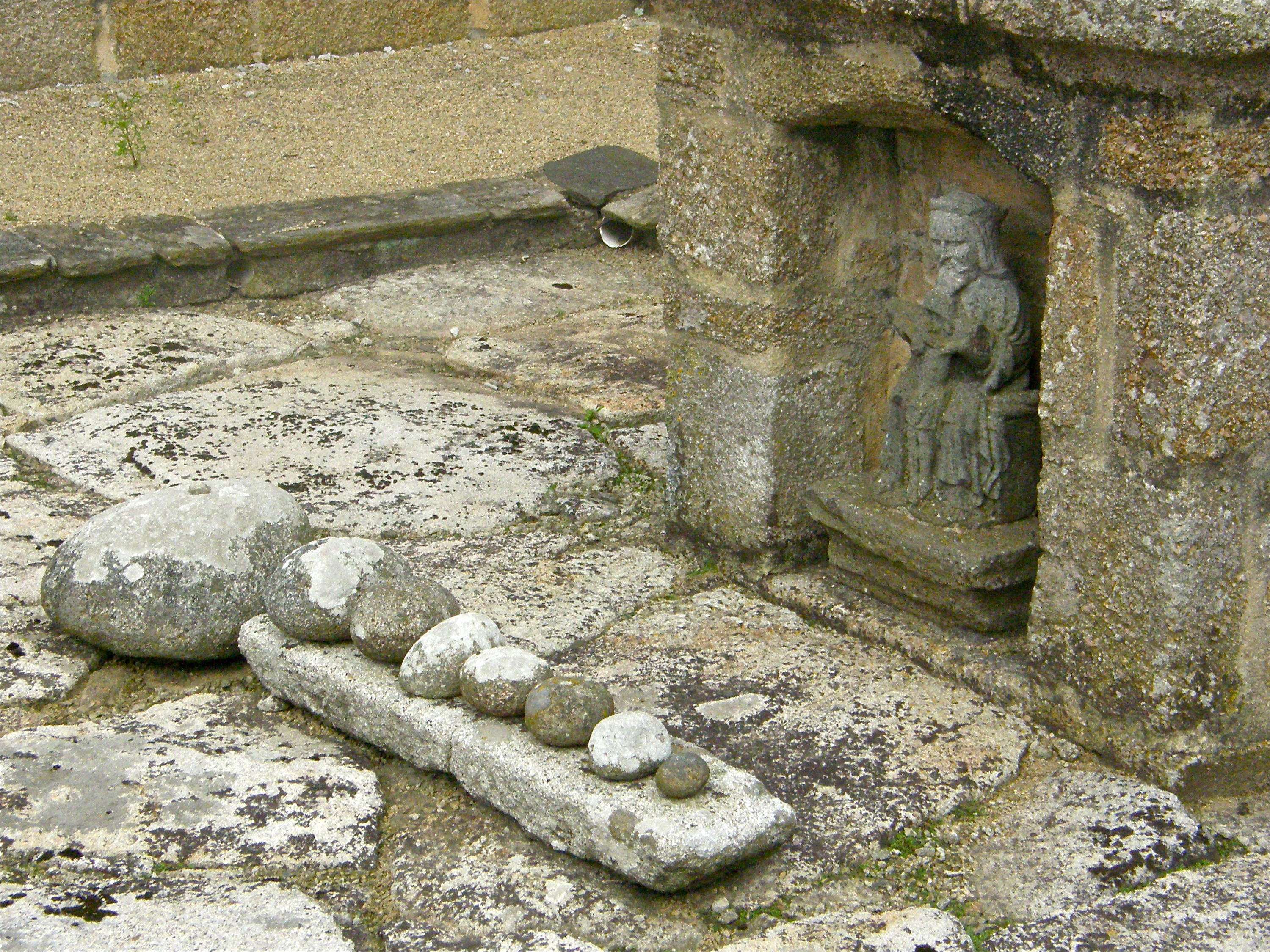
Lanrivoaré : cimetière des Saints, les pains pétrifiés du boulanger peu charitable

## Traces dans la Bretagne actuelle
Le cimetière de Lanrivoaré contiendrait les restes de « sept mille sept cent sept sept vingt et sept saints qui, dit un dicton, « sont descendus de Kersaint (sur la côte)  et tous sont allés à Lanrivoaré  (à l’intérieur des terres)». Une tradition locale raconte que, tous convertis au christianisme, ils auraient été massacrés par des voisins restés païens.
Deux légendes tentent de répondre à la question de l’identité de ces victimes : l’une affirme qu'il s’agit des corps échoués des compagnes d’Ursule; l’autre qu'il s’agit de la population massacrée lors d’un raid normand au Xe siècle. La création du cimetière reste toutefois attribuée au prêtre saint Riware.

## Le culte de Riwall

### dans l’évêché de Léon
- Lanrivoaré, patron éponyme de l’église paroissiale
- Plouzévédé, lieu-dit Lanrioul

### dans l’évêché deQuimper
- Fouesnant: Lanrivoal
- Plougastel-Daoulas, fontaine
- Saint-Rivoal, patron éponyme de l’église paroissiale[5].

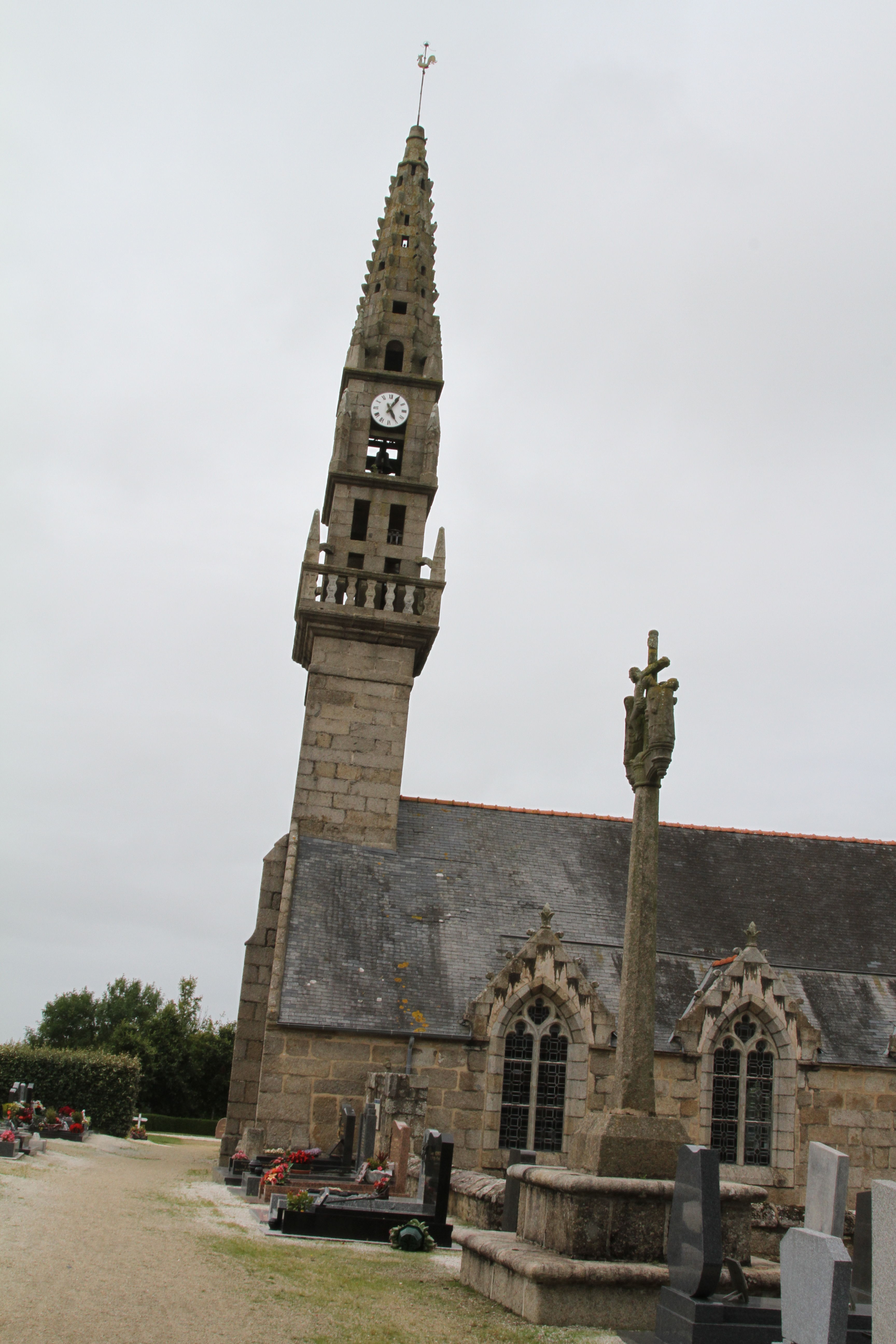
Lanrivoaré : église paroissiale Saint-Rivoaré, le clocher
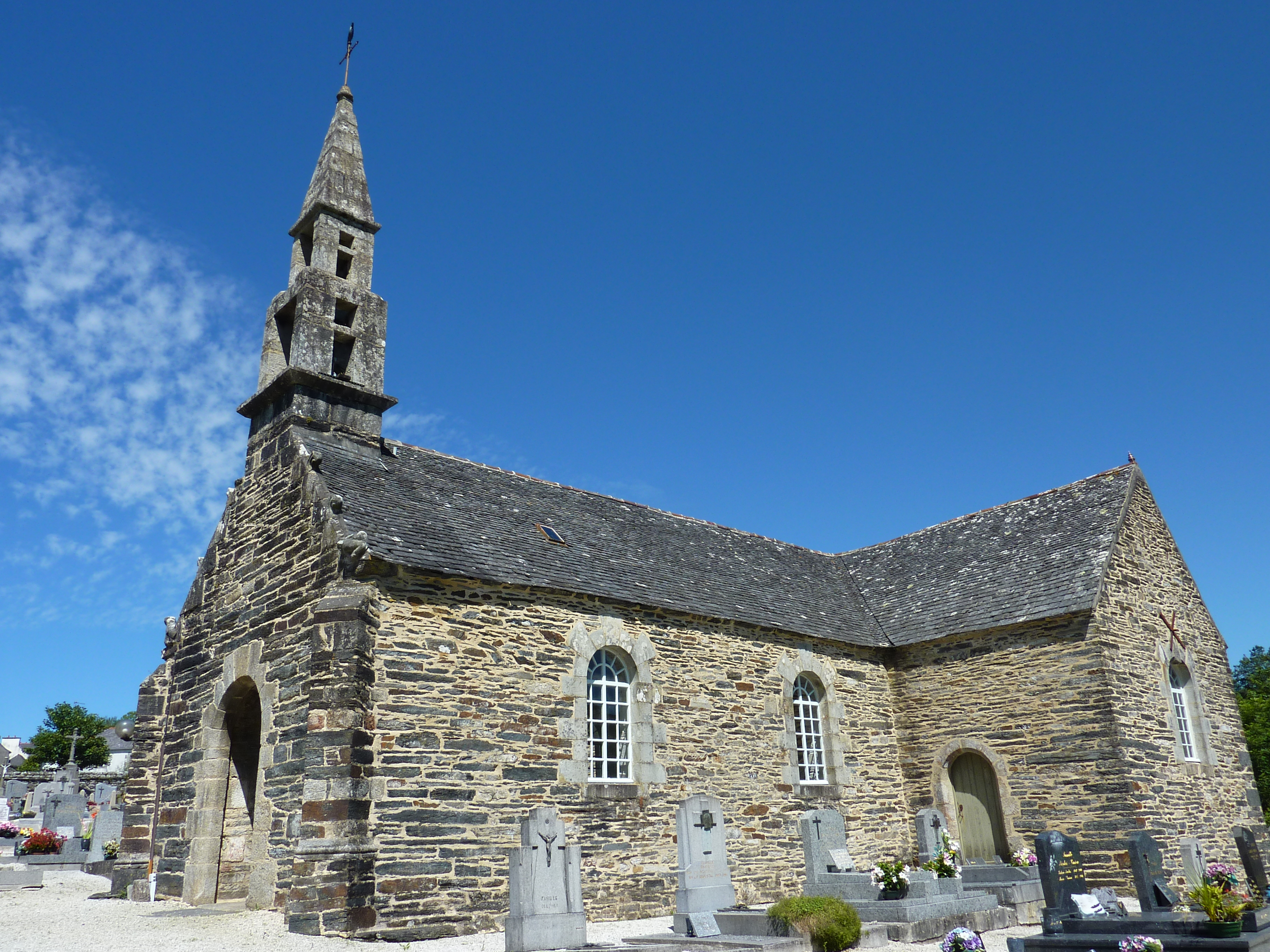
L'église paroissiale Saint-Rivoal à Saint-Rivoal
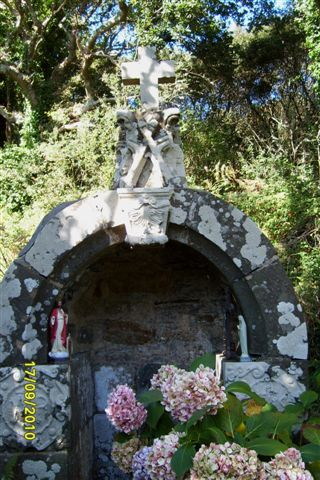
La fontaine de saint Rivoal à Plougastel-Daoulas date des XVe et XVIIe siècles

### dans l’évêché deTréguier
- Bégard, patron de l’ancienne église de Trézelan

### dans l’évêché deSaint-Brieuc
- Plénée-Jugon : Saint-Riveul

### dans l’évêché deVannes
- Melrand : village de Saint-Riwalon
- Ploerdut : hameau de Moustoir-Rialan,
- Plouray, patron primitif de l’église

## Autres traces

### Noms de famille originaires de Bretagne
- Rivoal
- Rialland

### Hydrographie
Le Rivoal est un ruisseau prenant sa source à Saint-Rivoal.

## Article lié
- Riwal